# 이경윤 (2000년)
이경윤(2000년 2월 21일 ~ )은 대한민국의 가수이자 배우이다. 경윤이라는 이름으로도 활동한다. 보이 밴드 DKZ의 이전 구성원이다. 2021년 6월 한국교육방송공사(EBS)의 국제 공동 제작 드라마 비스츠 오브 아시아의 텔레비전 배우로서 처음 주연을 맡았다. 또, 이퀄, 삼총사 등의 뮤지컬 프로덕션에서도 주연을 맡았다.

## 참여 작품

### 텔레비전 시리즈
- 2019년: 빅이슈 (2019년 드라마) - 제3화: 경윤 역
- 2019년: 하자있는 인간들
- 2021년: 비스츠 오브 아시아 - 주연: 테오 역
- 2022년: 시맨틱 에러: 더 무비 - 제5화: 웨이터 역

## 뮤지컬
- 2022년: 이퀄: 테오 역
- 2022년: 삼총사: 다르타냥 역
- 2025년: 해피 오! 해피: 프란치스코 역